# Psautier de Blanche de Castille
Le Psautier de Blanche de Castille est un psautier enluminé à l'usage de la Sainte-Chapelle de Paris. Il contient 27 grandes miniatures. Il est actuellement conservé à la Bibliothèque de l'Arsenal (Ms.1186). 

## Historique

### Commanditaire
Plusieurs indices attestent d'une commande du livre par Blanche de Castille, alors mère du roi Louis IX. Une inscription tardive du 14e siècle indique au folio 191 recto, « Cest le psaultier monseigneur Saint Loys. lequel fu a sa mere ». Le folio 122v présente une lettrine avec la commanditaire du manuscrit agenouillée en prière devant un autel. Une prière au folio 190 est rédigée pour une femme. 
Par ailleurs, plusieurs saints évoqués dans le calendrier et dans les litanies rapprochent l'ouvrage de la reine : la présence de sainte Aure et sainte Geneviève confirme une origine parisienne. Sept saints anglais sont présents dans le manuscrit (Édouard, Oswald, Edmond, Cuthbert, Augustin, Thomas Becket, Alban, rappelant l'origine anglaise de la reine (elle est la fille de Aliénor d'Angleterre et petite-fille de Henri II). Saint Honest, l'apôtre de Navarre, est présent à la fin des litanies et Arnoul de Metz, mis en avant dans le calendrier, est un ancêtre de la dynastie carolingienne et donc de plusieurs familles royales en Espagne. 
Enfin, plusieurs symboles héraldiques rappellent les armes de Blanche et de sa famille. L'arbre de Jessé (f.15v.) contient des fleurs de lys, symbole capétien et des murs à créneaux évoquant le château des armes de la Castille. Enfin, à plusieurs reprises, des lion ou léopard rampant, évoquant les armes royales anglaises apparaissent dans des lettrines ou des bouts-de-lignes. Il s'agit d'un des plus anciens manuscrits français contenant des symboles héraldiques. 

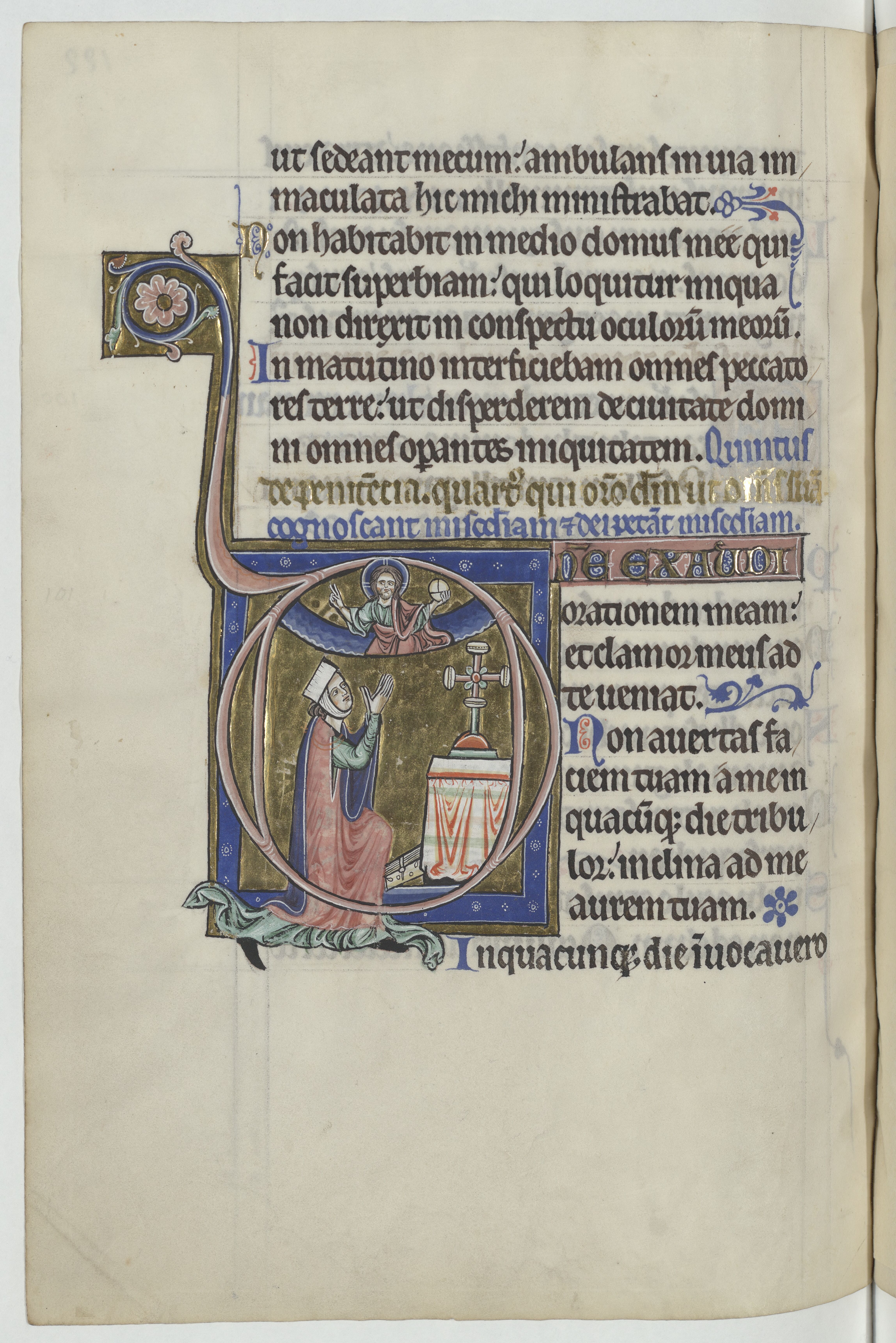
Blanche de Castille en prière, f.122v.
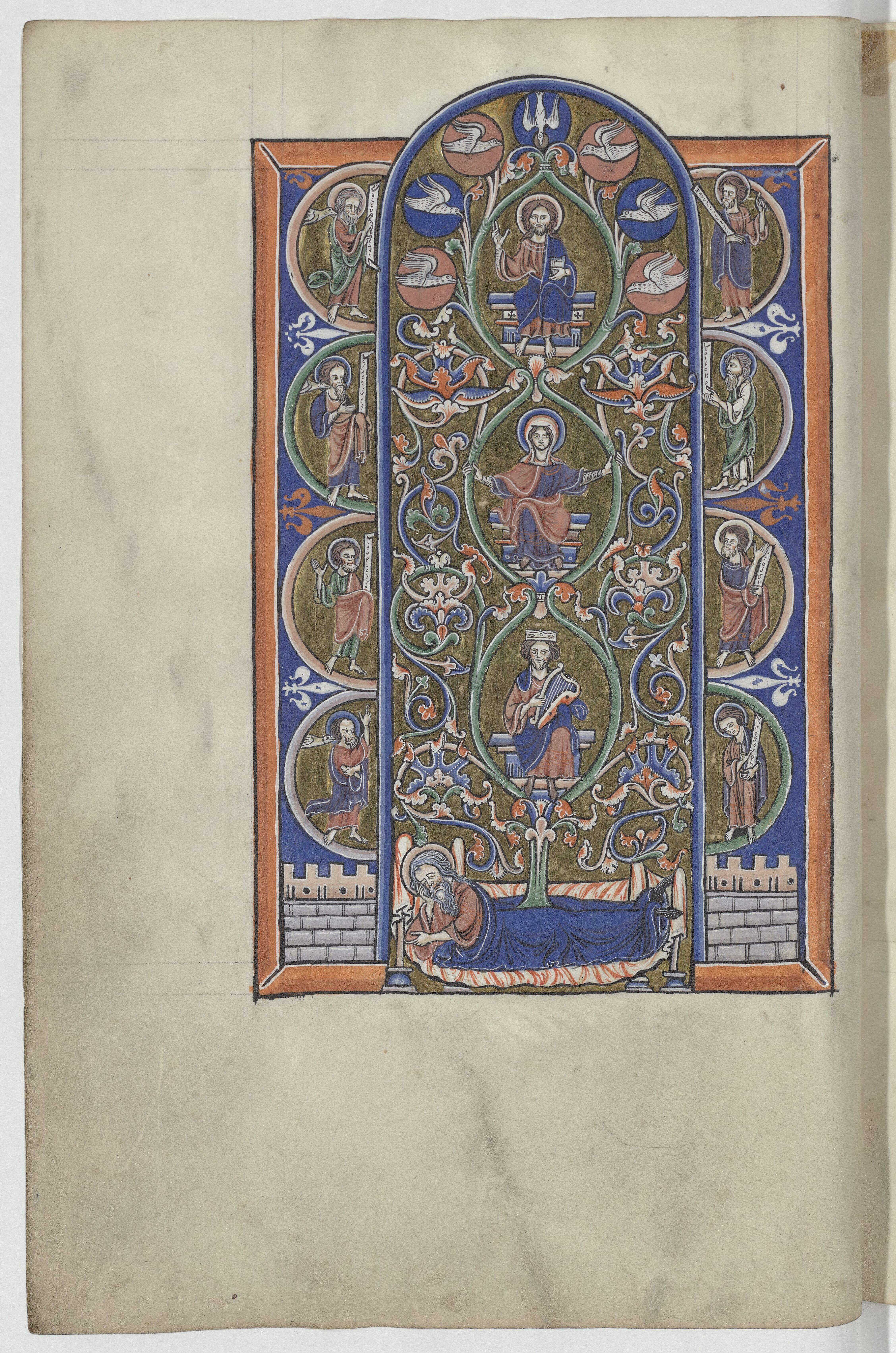
Arbre de Jessé, f.15v.
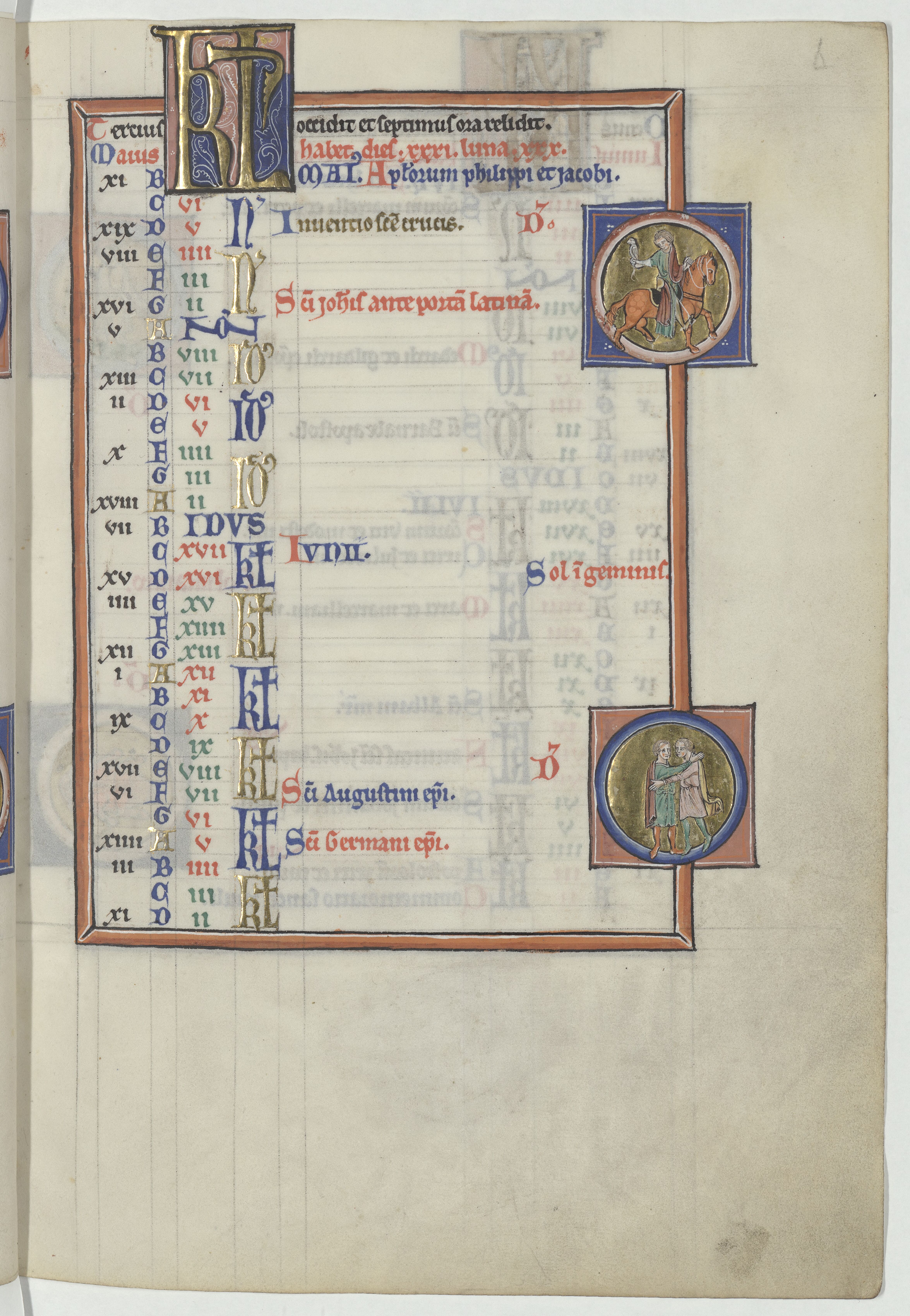
Folio du mois de mai, f.4r.

### Datation
Selon Patricia Stirnemann, plusieurs indices font penser que la reine a commandé le manuscrit après 1218 : les médaillons de la page du mois de mai dans le calendrier représentent un jeune chevalier en face du nom de Philippe. Or, ce dernier fait preuve d'une figure particulièrement triste, il pourrait s'agir d'une allusion au décès récent de son premier fils, Phillippe, avant l'âge de 9 ans. La figure triste des gémeaux sur la même page pourrait être une allusion cette fois au décès d'Alphonse et Jean, ses fils jumeaux morts également en bas âge en 1213. Plus loin dans le manuscrit, au folio 170, la miniature du Jugement dernier représente l'archange saint Michel emmenant les élus au paradis au premier rang desquels se tient un très jeune roi qui pourrait être également une représentation de Philippe. Si le style des miniatures situent le livre dans les années 1220, la date de 1218 pourrait être retenu comme la date à partir de laquelle le manuscrit pourrait avoir été réalisé pour la reine. 

### Parcours du manuscrit
Le livre est attesté dans le trésor de la Sainte-Chapelle depuis 1335. Une couverture en chemise de satin bleu brodé à fleurs de lis d'or est apposée dessus en 1377 au moment sans doute où l'inscription de saint Louis est écrite en fin d'ouvrage, étant considéré comme une relique. Il est encore mentionné dans les inventaires de la Chapelle en 1480 et en 1575-1577. Il est retiré de la Sainte-Chapelle à l'occasion de la Révolution puis déposé à la bibliothèque de l'Arsenal en 1798. Il est exposé pendant quelque temps au musée du Louvre au cours du Second Empire dans la galerie du musée des Souverains. 

## Description

### Codicologie
Le manuscrit est à l'usage de la Sainte-Chapelle, contenant dans le calendrier et dans les litanies tous les saints célébrés dans la chapelle. Il contient six parties :
- le calendrier (f.2-7)
- la Tabula Paschalis (f.8-29) : table indiquant la date de Pâque et des principales fêtes ;
- les psaumes (f.30v-171)
- les cantiques (f.172-182)
- quelques prières (f.182v-185) : Gloria, Pater et Symboles
- Les litanies des saints (f.186-190)

Selon Patricia Stirnemann, l'écriture du manuscrit est dû à un scribe d'origine anglaise employé à Soissons, qui a également contribué à l'écriture du Psautier d'Ingeburge ainsi qu'au Psautier de Westminster. La réalisation du manuscrit pourrait avoir été supervisé par un proche de la reine, le théologien Philippe le Chancelier. 
Le livre contient 27 grandes miniatures, dont 21 dans la Tabula Paschalis, 5 dans les psaumes, et une miniature en introduction du livre. Par ailleurs, on compte 9 lettrines historiées dans les psaumes et 24 médaillons dans le calendrier.
Le reliure est contemporaine du manuscrit : elle est en bois, recouverte de peau de veau estampé et la tranche est décorée de fleurs de lys. Elle était protégée par une chemise de satin bleu brodée de fleurs de lys d'or, ajoutée en 1377 alors que l'ouvrage appartient à Charles V.

### Iconographie
Le manuscrit a l'originalité de s'ouvrir (folio 1 verso), avant le calendrier, sur une représentation d'un astrologue, tenant dans ses mains un astrolabe et une règle. À sa gauche se tient un clerc présentant au lecteur un manuscrit écrit en hébreu. À sa droite se tient un jeune clerc qui semble transcrire en latin le texte hébreu. Selon Judith Kogel et Patricia Stirnemann,, il pourrait s'agir d'une représentation du rabbin espagnol Abraham Ibn Ezra (vers 1092 - vers 1167), un savant qui maîtrisait le latin et qui aurait pérégriné en France et en Angleterre. Il est à l'origine d'un traité astrologique sur les Nativités, Keli ha-nehoshet, abondamment repris et qu'il aurait lui-même traduit en latin. Le lien du personnage avec les trois pays d'attache de la reine (France, Angleterre, Espagne) pourrait expliquer sa représentation dans le manuscrit.

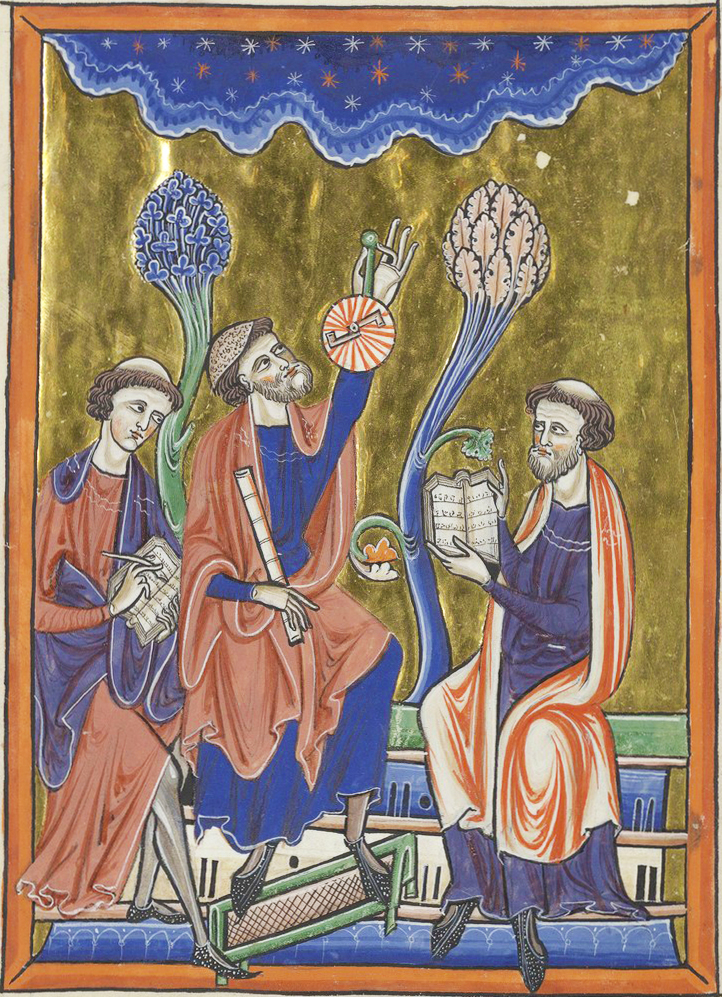
Abraham ibn Ezra en introduction du manuscrit, f.1v.
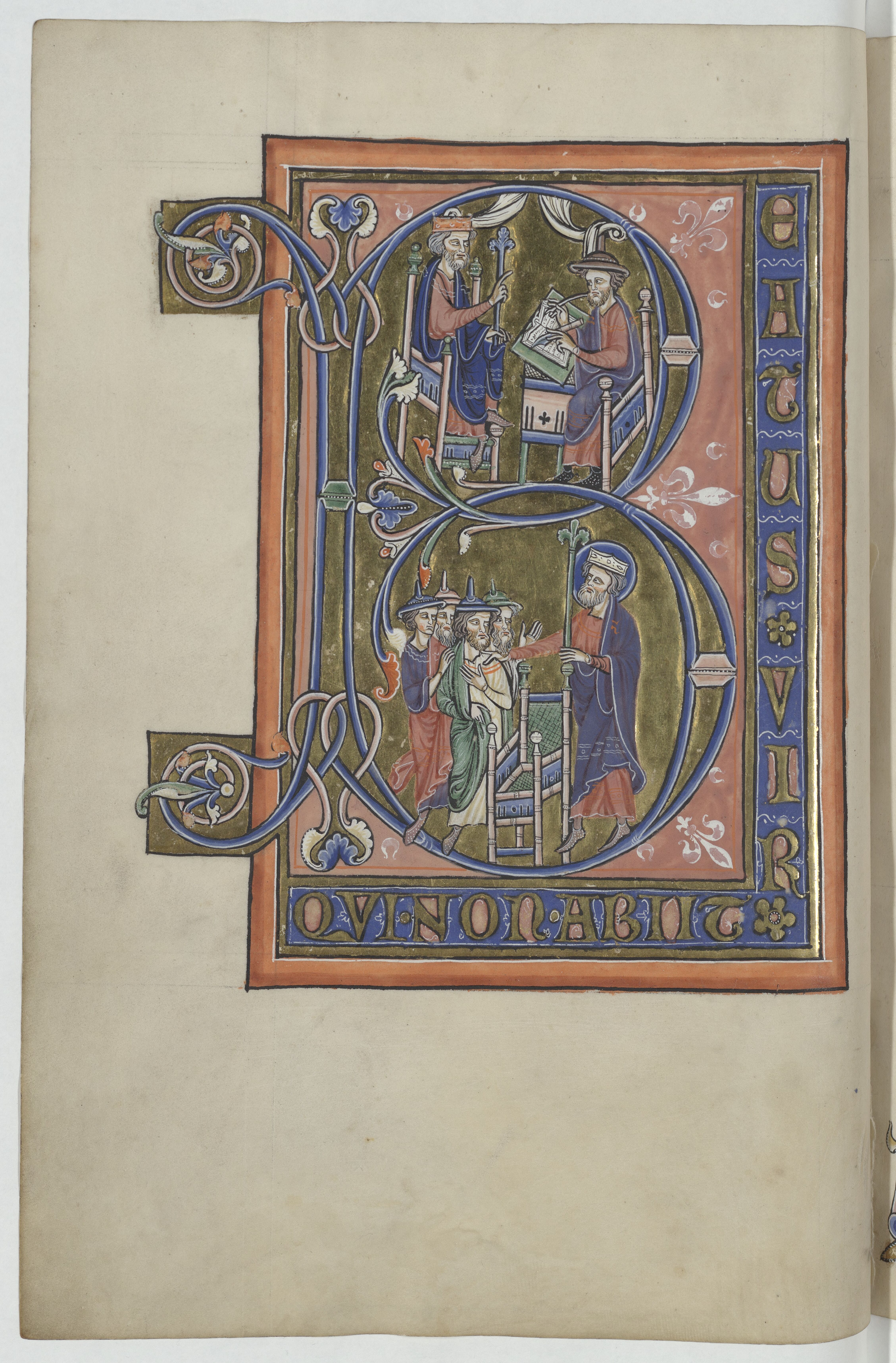
Beatus Vir, f.30v.

Une autre originalité iconographique réside dans la grande lettrine du Beatus Vir (f.30v.) : sous la traditionnelle représentation de David dictant les psaumes en partie haute, est représentée la scène du « trône de pestilence » : le roi David écarte de sa main quatre juifs d'un trône qui représente les mauvaises doctrines. Cette iconographie pourrait avoir une origine espagnole, comme la reine.